# Кларино (род)
Кларино (лат. Entomodestes) — род птиц семейства дроздовых. Представители рода распространены в Южной Америке.

## Описание
Представители рода достигают длины 22—24 см и массы 56—58 г. У представителей обоих видов голова и нижняя часть тела чёрного цвета, а также на нижней части лица есть заметное белое пятно, но виды различаются по цвету спины.
Естественной средой обитания являются влажные предгорные и горные леса тропической и нижней субтропической зон в Андах. В состав рациона входят ягоды, фрукты, а также семена и насекомые.

## Виды
В состав рода включают два вида:
| Изображение | Русское название    | Научное название       | Распространение    |
| ----------- | ------------------- | ---------------------- | ------------------ |
|             | Чёрный кларино      | Entomodestes coracinus | Колумбия и Эквадор |
|             | Трёхцветный кларино | Entomodestes leucotis  | Боливия и Перу     |